# Bubión
Bubión település Spanyolországban, Granada tartományban. Bubión Capileira, Pampaneira, Soportújar, Cáñar, Lanjarón és La Taha községekkel határos. Lakosainak száma 311 fő (2024).

## Népesség
A település népessége az elmúlt években az alábbi módon változott:
| Lakosok száma | 367  | 347  | 366  | 358  | 343  | 315  | 294  | 296  | 322  | 311  |
|               | 2001 | 2004 | 2006 | 2009 | 2011 | 2014 | 2016 | 2019 | 2021 | 2024 |